# 현장 조사

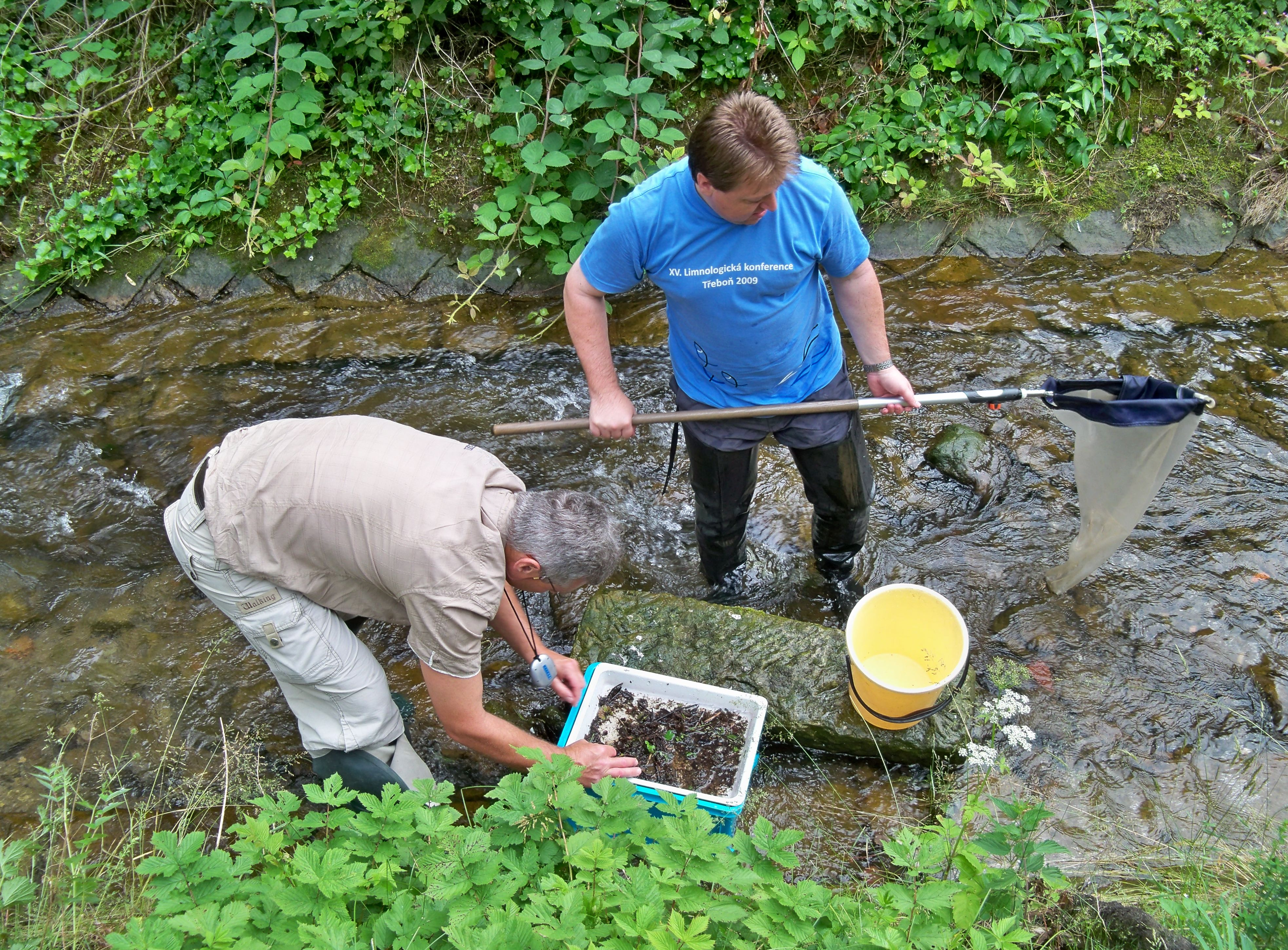
생물학자들이 현장에서 정보를 수집하고 있다.

현장 조사, 현장 연구 또는 필드 리서치(field research)는 연구실, 도서관 또는 작업장 외부에서 미가공 데이터를 수집하는 것이다. 현장 조사에 사용되는 접근 방식과 방법은 학문 분야에 따라 다르다. 예를 들어, 현장 연구를 수행하는 생물학자는 동물이 환경과 상호 작용하는 것을 단순히 관찰할 수 있는 반면, 현장 연구를 수행하는 사회 과학자는 언어, 민속 및 사회 구조를 배우기 위해 자연 환경에서 사람들을 인터뷰하거나 관찰할 수 있다.
현장 조사에는 비공식 인터뷰, 직접적인 관측, 그룹 생활 참여, 집단 토론, 그룹 내에서 생성된 개인 문서 분석, 자기 분석, 온/오프라인으로 수행된 활동 결과, 생활사 등 잘 정의된 다양한 방법이 포함된다. 이 방법은 일반적으로 질적 연구로 특징지어지지만, 정량적 차원을 포함할 수도 있다.

## 같이 보기
- 시민과학
- 참여 관찰
- 시장 조사
- 사용성
- 산업 디자인
- 요구사항 분석